# Remi Adefarasin
Remi Adefarasin, född 2 februari 1948 i London, är en brittisk (engelsk) filmfotograf. Han har varit nominerad till en Oscar för bästa foto, detta för sin insats i filmen Elizabeth från 1998.

## Filmografi (i urval)

### Filmer
| År   | Titel                           | Regissör                       | Noter |
| ---- | ------------------------------- | ------------------------------ | ----- |
| 1990 | Truly, Madly, Deeply            | Anthony Minghella              |       |
| 1994 | Captives                        | Angela Pope                    |       |
| 1996 | Bara ett barn                   | Angela Pope                    |       |
| 1998 | Sliding Doors                   | Peter Howitt                   |       |
| 1998 | Elizabeth                       | Shekhar Kapur                  |       |
| 2000 | Glädjens hus                    | Terence Davies                 |       |
| 2002 | Om en pojke                     | Paul Weitz Chris Weitz         |       |
| 2002 | Vem sköt Victor Fox?            | P.J. Hogan                     |       |
| 2003 | Johnny English                  | Peter Howitt                   |       |
| 2003 | Spökhuset                       | Rob Minkoff                    |       |
| 2004 | In Good Company                 | Paul Weitz                     |       |
| 2005 | Match Point                     | Woody Allen                    |       |
| 2006 | Scoop                           | Woody Allen                    |       |
| 2006 | Amazing Grace                   | Michael Apted                  |       |
| 2007 | Elizabeth: The Golden Age       | Shekhar Kapur                  |       |
| 2007 | Fred Claus                      | David Dobkin                   |       |
| 2010 | Cemetery Junction               | Ricky Gervais Stephen Merchant |       |
| 2010 | Little Fockers                  | Paul Weitz                     |       |
| 2012 | The Cold Light of Day           | Mabrouk El Mechri              |       |
| 2016 | Pride and Prejudice and Zombies | Burr Steers                    |       |
| 2016 | Livet efter dig                 | Thea Sharrock                  |       |
| 2016 | David Brent: Life on the Road   | Ricky Gervais                  |       |
| 2018 | Juliet, Naked                   | Jesse Peretz                   |       |
| 2018 | Where Hands Touch               | Amma Asante                    |       |
| 2019 | Fighting with My Family         | Stephen Merchant               |       |
| 2019 | The Last Vermeer                | Dan Friedkin                   |       |
| 2020 | Jingle Jangle: En magisk jul    | David E. Talbert               |       |
| 2021 | Locked Down                     | Doug Liman                     |       |
| 2022 | What's Love Got to Do with It?  | Shekhar Kapur                  |       |
| 2023 | Locked In                       | Nour Wazzi                     |       |
| 2025 | My Oxford Year                  | Iain Morris                    |       |

### Television
TV-serier
| År   | Titel        | Regissör        | Noter                             |
| ---- | ------------ | --------------- | --------------------------------- |
| 1987 | Bergerac     | Richard Bramall | Avsnittet "Thanks for Everything" |
| 1994 | Kort och kul | Arch Dyson      | 6 avsnitt                         |

TV-filmer
| År   | Titel                         | Regissör          |
| ---- | ----------------------------- | ----------------- |
| 1991 | Lyftkranarnas förlorade språk | Nigel Finch       |
| 1996 | Emma                          | Diarmuid Lawrence |

Miniserier
| År   | Titel             | Regissör                                                       | Noter     |
| ---- | ----------------- | -------------------------------------------------------------- | --------- |
| 1988 | Christabel        | Adrian Shergold                                                |           |
| 2000 | Tusen och en natt | Steve Barron                                                   |           |
| 2001 | Band of Brothers  | Richard Loncraine Tom Hanks David Leland Tony To David Frankel | 5 avsnitt |
| 2010 | The Pacific       | Tim Van Patten David Nutter Carl Franklin Tony To              | 5 avsnitt |
| 2023 | Secret Invasion   | Ali Selim                                                      |           |

## Fotnoter
1. ↑  läs online, www.bafta.org .[källa från Wikidata]
2. ↑  ”Remi Adefarasin” (på amerikansk engelska). Rotten Tomatoes. https://www.rottentomatoes.com/celebrity/remi_adefarasin. Läst 16 juni 2025.